# Delvin Ndinga
Delvin Chanel N'Dinga (Pointe-Noire, 14 marzo 1988) è un ex calciatore congolese (Repubblica del Congo), di ruolo centrocampista.

## Carriera

### Club
Dopo aver iniziato la carriera tra le file di CNFF e Diable Noirs, nell'estate del 2005 firma un contratto con l'Auxerre, esordendo solo nel 2009 in prima squadra. Con la compagine borgognona disputa quattro campionati, prima di trasferirsi al Monaco, appena retrocesso in Ligue 2. Al termine della stagione, conclusasi con la promozione in Ligue 1, Ndinga si trasferisce, con la formula del prestito, all'Olympiakos, formazione militante nel campionato greco. Terminata la stagione con la vittoria in campionato, Monaco e Olympiakos si accordano per rinnovare di un altro anno il prestito del calciatore. Terminato il prestito in Grecia, il Monaco lo cede nuovamente, questa volta al Lokomotiv Mosca, con la formula del prestito con diritto di riscatto. Il 24 maggio 2016 viene riscattato dalla Lokomotiv Mosca.

### Nazionale
Dopo aver disputato alcune partite con la nazionale Under-21, nel 2007 Ndinga esordisce in nazionale maggiore. Nel 2015, il CT Claude Le Roy lo convoca per la Coppa d'Africa, svoltasi in Guinea Equatoriale e terminata con l'eliminazione ai quarti di finale ad opera della Repubblica Democratica del Congo.

## Palmarès

### Club

#### Competizioni nazionali
- Ligue 2: 1

Monaco: 2012-2013
- Campionato greco: 2

Olympiakos: 2013-2014, 2014-2015
- Coppa di Grecia: 1

Olympiakos: 2014-2015
- Coppa di Russia: 1

Lokomotiv Mosca: 2016-2017